# Leucin-tRNK ligaza
Leucin-tRNK ligaza (EC 6.1.1.4, leucil-tRNK sintetaza, leucil-transferna ribonukleatna sintetaza, leucil-transferna RNK sintetaza, leucil-transferna ribonukleinsko kiselinska sintetaza, leucin-tRNK sintetaza, leucinska translaza) je enzim sa sistematskim imenom L-leucin:tRNKLeu ligaza (formira AMP). Ovaj enzim katalizuje sledeću hemijsku reakciju
ATP + -leucin + tRNKLeu {\displaystyle \rightleftharpoons } AMP + difosfat + L-leucil-tRNKLeu

## Literatura
- Nicholas C. Price; Lewis Stevens (1999). Fundamentals of Enzymology: The Cell and Molecular Biology of Catalytic Proteins (Third изд.). USA: Oxford University Press. ISBN 019850229X.
- Eric J. Toone (2006). Advances in Enzymology and Related Areas of Molecular Biology, Protein Evolution (Volume 75 изд.). Wiley-Interscience. ISBN 0471205036.
- Branden C; Tooze J. Introduction to Protein Structure. New York, NY: Garland Publishing. ISBN 0-8153-2305-0.
- Irwin H. Segel. Enzyme Kinetics: Behavior and Analysis of Rapid Equilibrium and Steady-State Enzyme Systems (Book 44 изд.). Wiley Classics Library. ISBN 0471303097.

## Spoljašnje veze
- Leucine---tRNA+ligase на 